# カミーユ・ジョルダン
マリ・エヌモン・カミーユ・ジョルダン（Marie Ennemond Camille Jordan、1838年1月5日 - 1922年1月22日）はフランスの数学者。群論に関する基礎的研究と、影響力のある著書"Cours d'analyse"の二つによって有名である。

## 人物
リヨンで生まれ、エコール・ポリテクニークで教育を受けた（1855年入学）。職業的な技術者になり、エコール・ポリテクニークで教鞭をとった。コレージュ・ド・フランスでリウヴィルの跡を継ぎ、独特な記号表記によって好評を博した。
今日、彼の名は以下に挙げる基礎的研究の成果によって記憶されている。
- ジョルダン曲線定理 - 複素解析から要請されるトポロジー的結果である。
- ジョルダン標準形 - しばしば ガウス＝ジョルダンの消去法のヴィルヘム・ヨルダン (Wilhelm Jordan, 1842-1899)によるものと混同される。
- ジョルダン＝ヘルダーの公式 - 組成列における基本的な公式である。

実際に、ジョルダンによる業績はガロア理論に大きな影響を与えた。彼はまたマチュー群や、有限単純群の分類の最初の例についても研究した。
群の順列に関する著書"Traité de substitutions"は、1870年に刊行された。1919年には、ロンドン王立協会の外国人会員になった。
小惑星25593（fr）とローヌ県ヴィルールバンヌにあるカミーユ・ジョルダン研究所（fr）にはジョルダンの名が冠されている。